# Minke Bisschops
Minke Bisschops (Landgraaf, 2 september 2002) is een Nederlands atlete. Zij is gespecialiseerd in de sprint. Als lid van de nationale ploeg op de 4 × 100 m estafette behaalde zij verschillende successen, zoals een bronzen medaille op de EK van 2024 in Rome en een finaleplaats op de Olympische Spelen in Parijs. In 2025 veroverde zij op de 60 en 100 m haar eerste individuele nationale titels.   

## Biografie
Bisschops kwam al op jonge leeftijd uit voor Nederland op jeugdtoernooien. Haar eerste succes behaalde ze in 2017 bij het EJOF in Györ door het goud te behalen op de 100 m en ook een zilveren medaille te behalen op de 4 × 100 m.
Op de EK U20 in Tallinn in augustus 2021 liep ze een persoonlijk record door de 100 m in 11,35 s te voltooien. Daarnaast behaalde zij hier een zilveren medaille op de 200 m.
In 2022 kwam Bisschops uit op de wereldkampioenschappen in Eugene, waar zij deelnam aan de 4 × 100 m estafette. Datzelfde jaar deed ze op dit onderdeel ook mee aan de Europese kampioenschappen in München.
Met de 4 × 100 m estafetteploeg wist ze zich in 2024 op de WK estafettes in Nassau, Bahamas te plaatsen voor de Olympische Spelen van 2024. Daarvóór kwam ze met dit team ook nog uit op de EK in Rome.

## Nederlandse kampioenschappen
Outdoor
| Onderdeel | Jaar |
| --------- | ---- |
| 100 m     | 2025 |

Indoor
| Onderdeel | Jaar |
| --------- | ---- |
| 60 m      | 2025 |

## Persoonlijke records
Outdoor
| Onderdeel | Prestatie          | Datum           | Plaats  |
| --------- | ------------------ | --------------- | ------- |
| 100 m     | 11,05 s (+1,0 m/s) | 2 augustus 2025 | Hengelo |
| 200 m     | 22,39 s            | 5 juli 2025     | Vari    |
| 300 m     | 39,16 s            | 11 mei 2024     | Lisse   |

Indoor
| Onderdeel | Prestatie | Datum           | Plaats    |
| --------- | --------- | --------------- | --------- |
| 60 m      | 7,17 s    | 9 maart 2025    | Apeldoorn |
| 200 m     | 23,47 s   | 8 februari 2025 | Metz      |

## Palmares

### 60 m
- 2024: 7e NK indoor – 7,44 s
- 2025:  NK indoor – 7,20 s

### 100 m
- 2017:  EJOF in Györ – 11,52 s (+6,6 m/s)
- 2021: 6e NK – 11,57 s (in ½ fin. 11,45 s)
- 2021: 5e EK U20 in Tallinn - 11,49 s (+1,4 m/s) (in ½ fin. 11,35 s)
- 2022: 8e NK – 11,71 s (in ½ fin. 11,54 s)
- 2024: 7e NK – 11,73 s (in ½ fin. 11,59 s)
- 2025:  EK landenteams First League in Madrid - 11,17 s
- 2025:  NK – 11,05 m (+1,0 m/s)

### 200 m
- 2021:  NK indoor – 24,31 s
- 2021: 6e NK – 23,55 s
- 2021:  EK U20 – 23,55 s
- 2022: 7e NK – 23,86 s (in ½ fin. 23,75 s)
- 2024:  NK indoor – 23,58 s (in serie 23,53 s)
- 2025:  FBK Games - 23,14 s (-0,5 m/s)
- 2025: 4e Gyulai István Memorial - 22,62 s (-0,3 m/s)

Diamond League-resultaten
- 2025: 8e Kamila Skolimowska Memorial - 22,82 s (-0,3 m/s)

### 4 × 100 m
- 2017:  EJOF – 46,05 s
- 2019:  EK U20 in Borås – 44,21 s
- 2022: 5e EK – 43,03 s[9]
- 2024: 6e World Athletics Relays - 43,07 s (in serie 42,88 s)
- 2024:  EK – 42,46 s (in serie 42,39 s)
- 2024: 7e OS - 42,74 s (in serie 42,64 s)
- 2025:  EK landenteams First League in Madrid - 42,02 s (NR)

Diamond League-resultaten
- 2024: 5e London Grand Prix - 42,50 s
- 2024:  Athletissima - 42,83 s
- 2024:  Weltklasse Zürich - 43,46 s
- 2025:  Athletissima - 42,60 s